# Fernão Lopes de Castanheda
Fernão Lopes de Castanheda (c. 1500 - 1559) fue un cronista portugués.

## Biografía

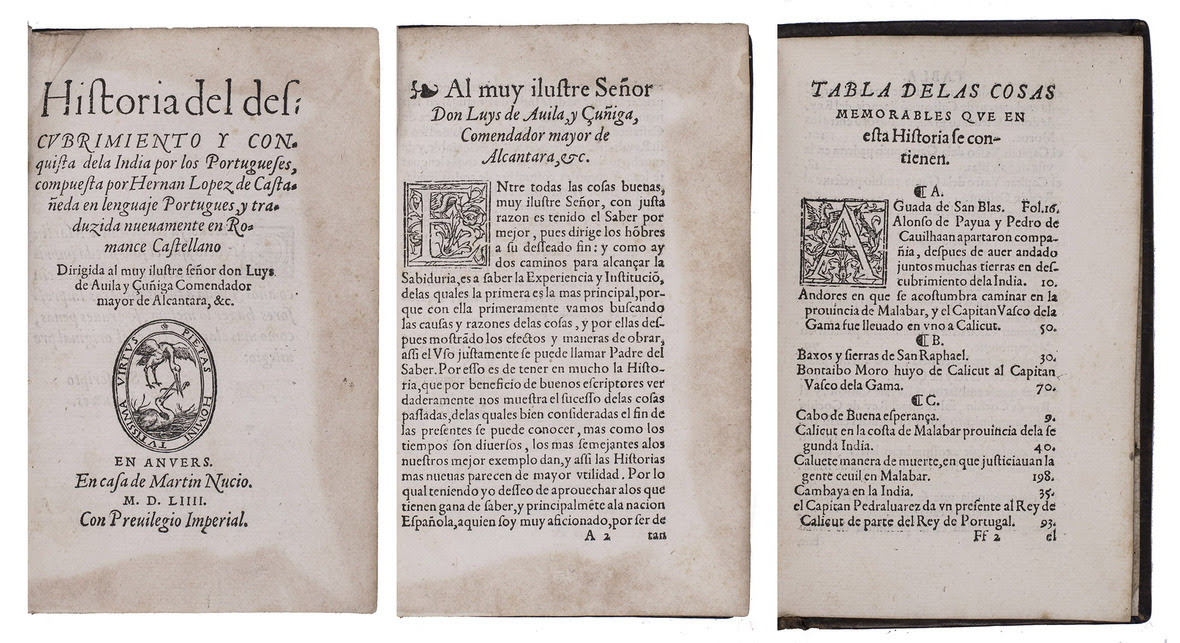
Traducción de la História de Castanheda al castellano, publicada en Amberes en 1554.

Hijo de un magistrado, Fernão Lopes de Castanheda viajó a la India portuguesa con su padre, que ocupaba el cargo de juez en Goa. Allí permaneció diez años, entre 1528 y 1538, intentando, durante este tiempo, reunir la mayor cantidad de información posible sobre el descubrimiento y la conquista de la India por los portugueses, con el fin de escribir posteriormente una obra sobre el tema. Tras pasar graves dificultades económicas, regresó a Portugal y se estableció en Coímbra, donde ocupó el modesto cargo de bedel de la Universidad de Coímbra.
Fue precisamente en Coímbra donde se imprimieron ocho de los diez libros de su História do Descobrimento e Conquista da Índia pelos Portugueses. El primer volumen vio la luz en 1551, con una segunda edición refundida en 1554. Los volúmenes II y III aparecieron en 1552, el  IV y el V en 1553, el VI en 1554 y el VIII en 1561 (el volumen VII se publicó sin fecha ni lugar de edición). Después de la publicación del octavo volumen, la reina D.ª Catarina, cediendo a la presión de algunos nobles a los que desagradaba la objetividad de Castanheda, prohibió la impresión de los volúmenes restantes, el IX e o X. Su obra, llena de informaciones geográficas y etnográficas, fue ampliamente traducida en toda Europa.